# Resin (Java)
Resin ist eine Software von Caucho Technology, die einen Webserver und einen Java-Application-Server bietet.
Resin wird in zwei Versionen angeboten: Resin Professional und Resin Open Source (GPL).
Resin Open Source besitzt nur eingeschränkte Fähigkeiten und ist eine abgespeckte Version der Professional-Variante (sog. Crippleware). Resin hebt sich von anderer Crippleware dadurch ab, dass eine Open-Source-Version verfügbar und lizenziert ist, die es der weltweiten Software-Gemeinschaft ermöglicht, es teilweise oder komplett in eigenen Projekten zu verwenden.
Laut Caucho Technologys Marketing-Material ist Resin Open Source geeignet für Bastler, Entwickler und Webauftritte mit geringem Traffic, die nicht die Geschwindigkeit und Verfügbarkeit der Professional-Version benötigen.

## Produkt-Eigenschaften
Skalierbarkeit
- Cluster-fähig
- Verteilte Sessions
- Load Balancing

Entwicklung
- Class compilation
- Profiling und Heap Analyse
- Keine GUI erforderlich
- JUnit-Support
- Ant-/ Maven-/ Ivy-Integration
- IDE-Integration
- Flexibles Projekt Management
- Logging

Produktiveinsatz
- Verlässlichkeit
- Monitoring
- Deployment / Versioniertes Deployment
- Fehlerbehebungs-Hilfen

Verschiedenes
- Statische Dateien / JSPs / Servlets / JSF
- Transaktions-Unterstützung
- Erweiterbare Zugriffsprotokollierung
- Umschreiben von URLs (URL rewriting)
- Proxy caching
- Gzip-Kompression
- SSL
- Virtuelle Hosts
- COMET/Server push

## Quercus
Quercus ist eine Java-Implementierung der Programmiersprache PHP, die in Resin enthalten ist. Laut Emil Ong (Caucho) ist der wesentliche Vorteil von Quercus in der Professional-Version, dass dort PHP für die Java-Laufzeitumgebung kompiliert wird, während es in der Open-Source-Version durch einen Interpreter ausgeführt wird.